# رافائل لادرون
رافائل لادرون (اسپانیایی: Rafael Ladrón‎؛ زادهٔ ۳ اکتبر ۱۹۵۲) دوچرخه‌سوار اهل اسپانیا است. وی در بازی‌های المپیک تابستانی ۱۹۷۶ شرکت کرده است.